# Vilém Habsburský
Vilém Habsburský zv. Přívětivý (něm. Wilhelm der Freundliche, 1370 Vídeň – 15. července 1406 Vídeň) byl vévoda rakouský a korutanský.

## Život

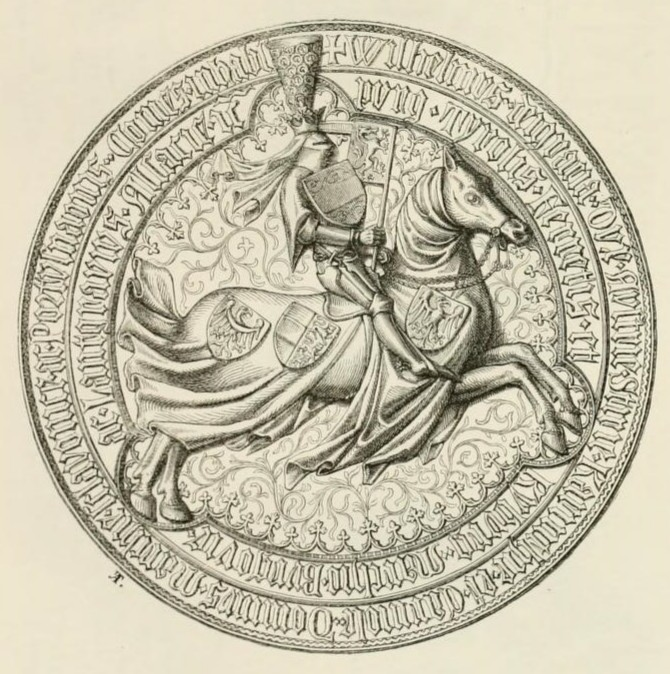
Vilémova pečeť

Narodil se jako nejstarší syn Leopolda III. a Viridis Viscontiové. V útlém mládí byl zasnouben s uherskou princeznou Hedvikou z Anjou, v důsledků politických machinací však ke sňatku nedošlo. Vilém se až do Hedvičiny smrti (1399) odmítal oženit, považoval se za ženatého muže. Poté se jeho manželkou stala Jana z Durazza, ale manželství zůstalo bezdětné.
Svůj krátký život strávil Vilém neustálými rozmíškami o moc s mladšími bratry a opakovaným uzavíráním spolků se všemi proti všem dle momentální situace. Podílel se na věznění Václava IV. v letech 1402–1403. Od roku 1404 byl regentem svých nezletilých synovců. Zemřel bez přímých dědiců v létě 1406 a byl pohřben ve vévodské hrobce ve vídeňské katedrále sv. Štěpána.